# Marathon van Parijs 1997
De marathon van Parijs 1997 werd gelopen op zondag 6 april 1997. Het was de 21e editie van deze marathon.
De Keniaan John Kemboi was bij de mannen het sterkst en finishte in 2:10.14. De Russische Elena Razdrogina zegevierde bij de vrouwen in 2:29.10.

## Uitslagen

### Mannen
| rang   | naam                     | land | tijd    |
| ------ | ------------------------ | ---- | ------- |
| Goud   | John Kemboi              | KEN  | 2:10.14 |
| Zilver | Luketz Swartbooi         | NAM  | 2:11.28 |
| Brons  | Andres-Antonio Rodrigues | POR  | 2:12.12 |
| 4      | João Lopes               | POR  | 2:12.37 |
| 5      | Leszek Beblo             | POL  | 2:12.49 |
| 6      | Vitor Vasco              | POR  | 2:12.59 |
| 7      | Mukhamet Nazipov         | KAZ  | 2:13.05 |
| 8      | Jackton Odhiambo         | KEN  | 2:13.16 |
| 9      | Mohamed Guennani         | MAR  | 2:13.28 |
| 10     | Salvatore Bettiol        | ITA  | 2:13.52 |
| 11     | Sergey Kaledin           | RUS  | 2:15.55 |
| 12     | Pascal Zilliox           | FRA  | 2:16.22 |
| 13     | Alex Vetillard           | FRA  | 2:16.23 |
| 14     | Abdellatif Talbani       | FRA  | 2:16.28 |
| 15     | Roberto Barbi            | ITA  | 2:16.32 |
| 16     | Bruno Lestum             | FRA  | 2:17.21 |
| 17     | El Hadi Moumou           | FRA  | 2:19.10 |
| 18     | Mustapha Majid           | MAR  | 2:19.35 |
| 19     | Philippe Remond          | FRA  | 2:20.27 |
| 20     | Eric Dubus               | FRA  | 2:20.32 |

### Vrouwen
| rang   | naam                 | land | tijd    |
| ------ | -------------------- | ---- | ------- |
| Goud   | Elena Razdrogina     | RUS  | 2:29.10 |
| Zilver | Alina Gherasim       | ROU  | 2:29.24 |
| Brons  | Judit Nagy           | HUN  | 2:31.56 |
| 4      | Maria Guadalupe Loma | MEX  | 2:32.07 |
| 5      | Ursula Jeitziner     | SUI  | 2:32.35 |
| 6      | Nuța Olaru           | ROU  | 2:34.25 |
| 7      | Olga Loginova        | RUS  | 2:34.26 |
| 8      | Irina Permitina      | RUS  | 2:34.48 |
| 9      | Maryse Legallo       | FRA  | 2:37.23 |
| 10     | Annie Coathalem      | FRA  | 2:41.01 |
| 11     | Rizoneide Vanderlei  | BRA  | 2:41.32 |
| 12     | Isabelle Olive       | FRA  | 2:45.51 |
| 13     | Ljoebov Morgoenova   | RUS  | 2:45.51 |
| 14     | Constantina Diță     | ROU  | 2:53.03 |

1976 ·
1977 ·
1978 ·
1979 ·
1980 ·
1981 ·
1982 ·
1983 ·
1984 ·
1985 ·
1986 ·
1987 ·
1988 ·
1989 ·
1990 ·
1991 ·
1992 ·
1993 ·
1994 ·
1995 ·
1996 ·
1997 ·
1998 ·
1999 ·
2000 ·
2001 ·
2002 ·
2003 ·
2004 ·
2005 ·
2006 ·
2007 ·
2008 ·
2009 ·
2010 ·
2011 · 
2012 · 
2013 ·
2014 ·
2015 ·
2016 ·
2017